# Deutsch Henrik
Deutsch Henrik (Bán, 1822 – Budapest, 1889. december 18.) tanár.

## Élete
Az országos rabbiképző intézet igazgató-tanára volt 22 éven át. Több jesivában tanult Talmudot és egyszersmind a világi tárgyakban is kiképezte magát. Előbb Lovasberényben és Kecskeméten, majd 1859-től a Pesti Izraelita Hitközség Talmud Tóra iskoláiban működött. 1868-tól kezdve az országos rabbiképző intézet igazgatója volt.

## Művei
- Héber grammatika. 1859.
- Az atyák erkölcsi mondatai. Zsinagogai s iskolai használatra Pirke Abot után magyarra ford. Pozsony, 1865.
- Izrael könyörgései. Tefilot Israel után magyarra ford. Pest, 1866. (Öt kiadása jelent meg 1882-ig.)
- Hit- és erkölcstan és pótlékul a zsidók története a babiloni fogságtól a második templompusztulásig. A középtanodák alsóbb osztályai számára. Székesfehérvár, 1884.
- Életforrás vagyis mózesi vallástan, tanítóképezdék és középtanodák felsőbb osztályai számára. Bpest, 1877–1879, négy füzet.
- Kis szótár az elemi iskolában való vallásoktatás czéljából tanítandó imákhoz. Bpest, 1887.
- Genesis vagyis Mózes első könyve, masszoretikus szöveggel. Magyarra ford. Uo. 1887–89. Öt kötet. (Ism. Magyar Zsidó Szemle 1887. 1889. Protestáns Egyházi és Iskolai Lap 1887. Nemzet 1887. 103. sz.)
- Exodus vagyis Mózes második könyve, Budapest, 1887.
- Leviticus vagyis Mózes harmadik könyve, Budapest, 1888.

Szerkesztette és kiadta az Izraelita Közlönyt 1868. december 18-tól 1870. december 23-ig, midőn a lap megszűnt (magyar és német szöveggel), Az orsz. izr. tanítóképző-intézet Értesítőjét 1868-tól 1885-ig. (Ebben: A misnah methodologiája, adalék a nevelőtanítás meghodologiájához.)
Arcképe a Magyar Paedagogok és Tanférfiak Albumában. (Pozsony, 1887.)